# Спокойната граница (филм, 2011)
Спокойната граница (на руски: Тихая застава) е руски военен филм на режисьора Сергей Маховиков. Основан е на реални събития случили си на пропускателен пункт по границата между Таджикистан и Афганистан. Снимките са реализирани в Новоросийск и неговите околности.

## Сюжет
Докато руските граничари изпълняват своя дълг охранявайки застава на таджико-афганската граница, ислямските фундаменталисти в Таджикистан започват гpaжданска война за отцепване от СССР с помощта на афганистански терористи. Поради липсата на информация и неясните сигнали идващи от Русия, военнослужещите там се оказват сами и изправени срещу превъзхождащ ги противник, с когото са принудени да водят битка.

## В ролите
- – Андрей Чадов
- – Сергей Селин
- – Игор Савочкин
- – Paджаб Хусейнов
- – Фаридуншо Paхматуллоев
- – Нина Корниенко
- – Нино Нинидзе
- – Юрий Коновалов
- – Александр Альошкин
- – Азамат Нигманов